# Bernac-Debat
Bernac-Debat (Bernac Devath in dialetto guascone) è un comune francese di 660 abitanti situato nel dipartimento degli Alti Pirenei nella regione dell'Occitania.

## Società

### Evoluzione demografica
Abitanti censiti